# UFC 2
UFC 2: No Way Out은 1994년 3월 11일에 미국 콜로라도주 덴버 에서 개최된 UFC 경기이다.

## 경기 결과
1. ↑   프랭크 하메이커가 부상으로 불참하여 프레드 에티시가 대신 참가함.

## 같이 보기
- UFC
- UFC 대회 목록